# Alekseï Sorokine
Pour les articles homonymes, voir Sorokine.
Alekseï Vladimirovitch Sorokine (en russe : Алексей Владиславович Сорокин), est un joueur d'échecs russe né  le 13 avril 2000, grand maître international depuis 2021. Champion de Russie junior, il a fini deux fois premier ex æquo du championnat open des États-Unis (en 2022 et 2023).
Au 1er juin 2022, il est le 22e joueur russe avec un classement Elo de 2 551 points.

## Biographie et carrière
Sorokine remporta la médaille de bronze au championnat d'Europe des moins de 16 ans en 2016. La même année, il finit quatrième de l'open de Dortmund. Il gagna le championnat de Russie junior (moins de 21 ans) en 2017 et le mémorial Nikitine à Pavlodar au Kazakhstan en janvier 2027. Il finit cinquième du championnat du monde junior 2017 avec 8 points sur 11.
En janvier 2019, Sorokine s'inscrit à l'université Texas Tech.
En mai 2022, il partage la première place à l'open de Chicago. En juillet-août 2022, Alekseï Sorokine remporte le championnat open des États-Unis après un départage en blitz contre Elshan Moradiabadi. 
En décembre 2022, il finit deuxième du North American Open à Las Vegas avec 7 points sur 9.
En juillet-août 2023, Alekseï Sorokine finit premier ex æquo du championnat open des États-Unis, mais perd son titre après un départage en blitz contre Andrew Tang.